# Dyskinésie
En médecine, une dyskinésie est un mouvement anormal.
En neurologie, il s'agit d'une activité motrice involontaire, lente et stéréotypée affectant préférentiellement la face (langue, lèvres, mâchoire) s’étendant au tronc et aux membres, comme le tremblement, la chorée, la dystonie, les myoclonies, l'astérixis, les tics. La dyskinésie apparait ou s’accentue à l'occasion d'un mouvement volontaire, incessante pendant l’éveil et s’arrêtant lors du sommeil. La dyskinésie est un effet secondaire de certains médicaments (L-DOPA ou neuroleptiques).
En cardiologie, une dyskinésie est un mouvement anormal d'une paroi cardiaque, le plus souvent ventriculaire.

## Sémiologie neurologique
Les localisations sont :
- buccofaciales :
  - langue : animée de mouvements incessants, avec protraction en avant puis retour en arrière, parfois latéralement avec mouvements de reptation et torsion,
  - lèvres : mouvements stéréotypés de pincement, éversion ou succion,
  - bouche : entrouverte avec contraction des masséters entraînant un mâchonnement ;

- autres segments :
  - tête : mouvement de hochements rythmés,
  - tronc et bassin : oscillations avec projection en avant,
  - membres : mouvements choréiformes ou athétosiques.

L’ensemble conduisant à une akathisie, c'est-à-dire une impossibilité de rester immobile, en particulier touchant les membres inférieurs.
Le café pourrait réduire les symptômes de la dyskinésie.

## En cardiologie
Une dyskinésie est un mouvement anormal d'une paroi cardiaque, le plus souvent ventriculaire.
Habituellement le muscle cardiaque des ventricules se contracte en systole : il s'épaissit et tend à se rapprocher du centre de la cavité. Il est dit alors normokinétique. Si cette contraction est diminuée, on parle d' hypokinésie, si elle est abolie, d'akinésie. Si la paroi ventriculaire s'éloigne du centre de la cavité en systole, on parle alors de dyskinésie.
Une dyskinésie d'une paroi cardiaque peut être en rapport avec :
- une séquelle d'infarctus du myocarde et peut constituer alors le premier stade d'une évolution vers un anévrisme ventriculaire ;
- un trouble de la conduction intracardiaque entraînant un asynchronisme de la contraction des parois. Une stimulation cardiaque artificielle par un pacemaker peut entraîner une dyskinésie plus ou moins localisée par le même biais.

Si la dyskinésie d'une paroi cardiaque concerne le septum interventriculaire, on parle alors de septum paradoxal, témoignant d'un signe de Maurin, pouvant témoigner d'une hypertension artérielle pulmonaire importante. Elle est habituelle après une chirurgie cardiaque sans raison clairement établie.